# Matteo Malaventura
Matteo Malaventura (nacido el 13 de junio de 1978 en Fano, Italia) es un jugador italiano de baloncesto que actualmente pertenece a la plantilla del Eurobasket Roma de la Serie A2 de Italia. Mide 1,95 metros de altura y juega en la posición de escolta.

## Trayectoria deportiva
Malaventura se formó en la cantera del Pesaro, incorporándose en 1995 al primer equipo, con el que debutó en la Serie A1. En 1997 fichó por el Libertas Forlì que militaba en la Serie A2, para luego volver al Pesaro después de un año. Tras una temporada en tercera división para adquirir experiencia, en las filas del Teramo, fue transferido al Biella, donde permaneció dos temporadas y logró un ascenso a la máxima división en 2001.
En 2002 debutó en la Selección italiana. Ese mismo año volvió al Pesaro y se quedó hasta 2005; en su última temporada con el equipo blanquirrojo se produjo su debut en la Euroliga. Luego pasó al Roseto, donde realizó su carrer-high en el partido de local ante el Biella (25 puntos); sin embargo, debido a la quiebra del conjunto de los Abruzos, al término de la temporada fue traspasado al Napoli, con el que regresó a competir en la Euroliga.
En 2008 firmó un contrato con la Fortitudo Bologna. En la última fecha el club bajó a la Legadue, pero por problemas financieros tuvo que inscribirse en la tercera división; a pesar de eso, Malaventura decidió quedarse. Los boloñeses finalizaron en el segundo lugar al término de la temporada regular, accediendo así a los play-off. En el último partido de visitante contra el Forlì, la Fortitudo consiguió el triunfo por 80-81, gracias a la canasta en el último instante del mismo Malaventura.
En el verano de 2010 fichó por el Junior Casale de la segunda división, tras el descenso a la Prima Divisione de la Fortitudo. En el junio de 2013 volvió a Nápoles para jugar en el nuevo club de la ciudad, el Azzurro Napoli Basket, del cual es el capitán.